# Viaduc de la Côtière (ferroviaire)
Ne doit pas être confondu avec Viaduc autoroutier de la Côtière.
Le viaduc de la Côtière est un pont ferroviaire emprunté par la Ligne Grande Vitesse Rhône-Alpes (Ligne de Combs-la-Ville à Saint-Louis (LGV)). Il est situé à Beynost et à La Boisse, dans l'Ain, en France.
C'est l'un des ponts les plus longs de France.

## Présentation
Mesurant 1 725 m, il a été construit en 1991.
Il se trouve à proximité immédiate et parallèlement d'un autre viaduc, nommé à l'identique viaduc de la Côtière sur lequel passe l'autoroute française A432 et construit de 2008 à 2011.

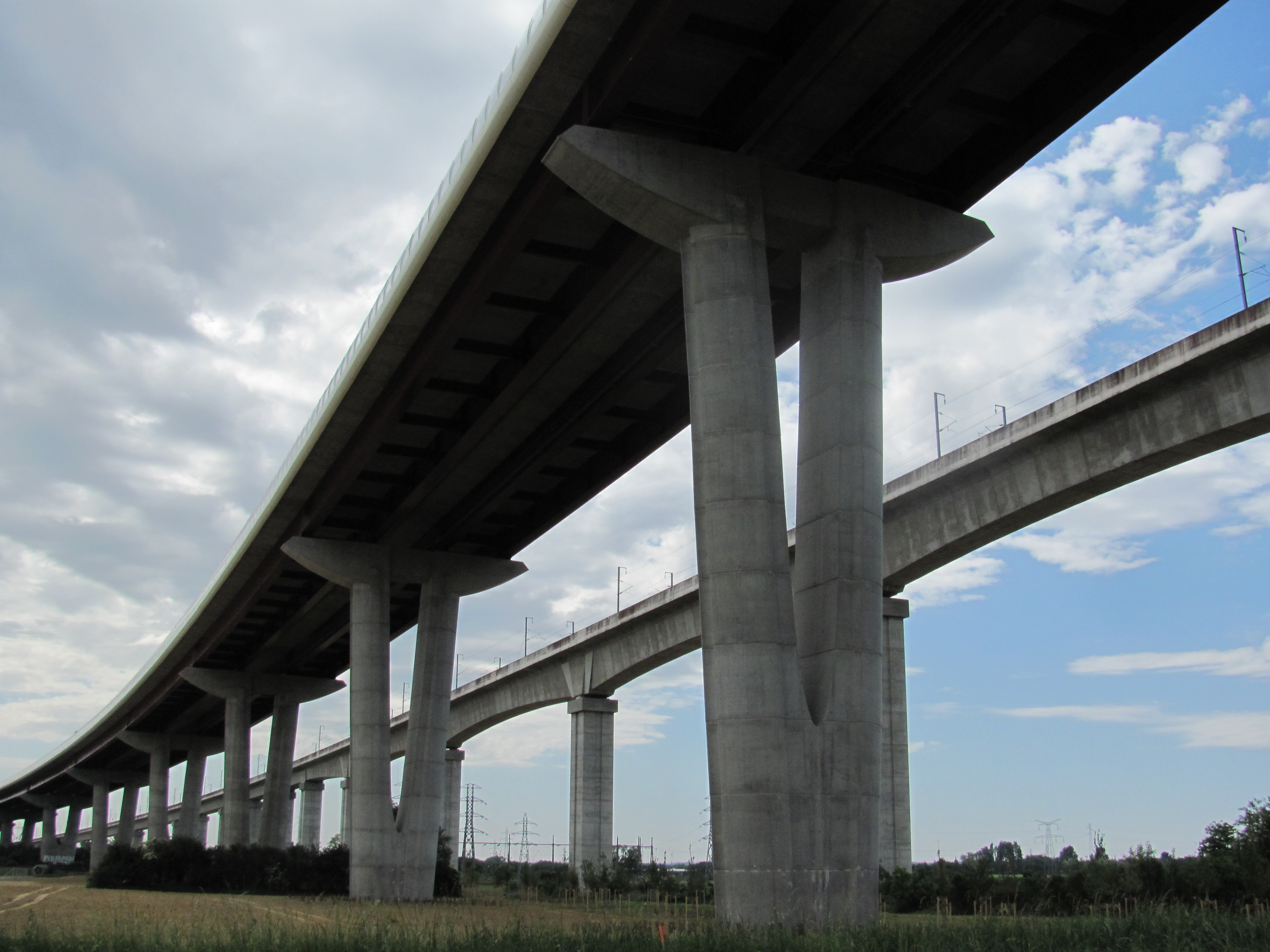
Au premier plan, le viaduc autoroutier de la Côtière ; on aperçoit au second plan, à droite, le viaduc ferroviaire de la Côtière